# Promozione Campania-Molise 1974-1975
Nella stagione 1974-1975 la Promozione era il quinto livello del calcio italiano (il massimo livello regionale). Qui vi sono le statistiche relative al campionato in Campania e in Molise.
Il campionato è strutturato in vari gironi all'italiana su base regionale, gestiti dai Comitati Regionali di competenza. Promozioni alla categoria superiore e retrocessioni in quella inferiore non erano sempre omogenee; erano quantificate all'inizio del campionato dal Comitato Regionale secondo le direttive stabilite dalla Lega Nazionale Dilettanti, ma flessibili, in relazione al numero delle società retrocesse dal Campionato Interregionale e perciò, a seconda delle varie situazioni regionali, la fine del campionato poteva avere degli spareggi sia di promozione che di retrocessione.

## Girone A

### Squadre partecipanti
| Club                | Città (provincia)      | Stadio | Stagione precedente |
| ------------------- | ---------------------- | ------ | ------------------- |
| S.S. Aesernia       | Isernia                |        |                     |
| U.S. Arzanese       | Arzano (NA)            |        |                     |
| U.S. Aversa         | Aversa (CE)            |        |                     |
| U.S. Boys Caivanese | Caivano (NA)           |        |                     |
| A.P. Forio          | Forio (NA)             |        |                     |
| F.B.C. Frattese     | Frattamaggiore (NA)    |        |                     |
| U.S.C. Grumese      | Grumo Nevano (NA)      |        |                     |
| Italsider Bagnolese | Napoli                 |        |                     |
| A.C. Montesarchio   | Montesarchio (BN)      |        |                     |
| U.S. Nuova Vomero   | Napoli                 |        |                     |
| G.S. Pomigliano     | Pomigliano d'Arco (NA) |        |                     |
| A.S. Sanità         | Napoli                 |        |                     |
| A.S. Secondigliano  | Napoli                 |        |                     |
| Pol. Succivo        | Succivo (CE)           |        |                     |
| U.S. Venafro        | Venafro (IS)           |        |                     |
| Virtus Colonna      | Ischia (NA)            |        |                     |

### Classifica finale
|  | Pos. | Squadra             | Pt | G  | V  | N  | P  | GF | GS | DR  |
|  | ---- | ------------------- | -- | -- | -- | -- | -- | -- | -- | --- |
|  | 1.   | Grumese             | 49 | 30 | 20 | 9  | 1  | 41 | 13 | +28 |
|  | 2.   | Frattese            | 46 | 30 | 20 | 6  | 4  | 49 | 15 | +34 |
|  | 3.   | Arzanese            | 35 | 30 | 11 | 13 | 6  | 42 | 31 | +11 |
|  | 4.   | Nuova Vomero        | 33 | 30 | 10 | 13 | 7  | 36 | 34 | +2  |
|  | 5.   | Montesarchio        | 32 | 30 | 10 | 12 | 8  | 31 | 26 | +5  |
|  | 6.   | Italsider Bagnolese | 32 | 30 | 11 | 10 | 9  | 37 | 33 | +4  |
|  | 7.   | Virtus Colonna      | 30 | 30 | 12 | 6  | 12 | 37 | 36 | +1  |
|  | 8.   | Forio               | 27 | 30 | 8  | 11 | 11 | 37 | 37 | 0   |
|  | 9.   | Venafro             | 26 | 30 | 6  | 14 | 10 | 35 | 35 | 0   |
|  | 10.  | Succivo (-3)        | 26 | 30 | 9  | 11 | 10 | 28 | 29 | -1  |
|  | 11.  | Aesernia            | 26 | 30 | 6  | 14 | 10 | 24 | 28 | -4  |
|  | 12.  | Secondigliano       | 26 | 30 | 8  | 10 | 12 | 23 | 36 | -13 |
|  | 13.  | Sanità              | 25 | 30 | 7  | 11 | 12 | 21 | 32 | -11 |
|  | 14.  | Boys Caivanese      | 24 | 30 | 6  | 12 | 12 | 31 | 42 | -11 |
|  | 15.  | G.S. Pomigliano     | 22 | 30 | 6  | 10 | 14 | 26 | 39 | -13 |
|  | 16.  | Aversa (-1)         | 17 | 30 | 4  | 10 | 16 | 19 | 51 | -32 |

## Girone B

### Squadre partecipanti
| Club                    | Città (provincia)          | Stadio | Stagione precedente |
| ----------------------- | -------------------------- | ------ | ------------------- |
| U.S. Agropoli           | Agropoli (SA)              |        |                     |
| U.S. Angri              | Angri (SA)                 |        |                     |
| U.S. Ariano Valle Ufita | Ariano Irpino (AV)         |        |                     |
| A.C. Baiano             | Baiano (AV)                |        |                     |
| U.S. Cicciano           | Cicciano (NA)              |        |                     |
| U.S. Felice Scandone    | Montella (AV)              |        |                     |
| Pol. Gelbison           | Vallo della Lucania (SA)   |        |                     |
| A.C. Giac Boschese      | Boscoreale (NA)            |        |                     |
| A.S. Juve Agerolina     | Agerola (NA)               |        |                     |
| S.S. Leonida Gragnano   | Gragnano (NA)              |        |                     |
| Mobili D'Elia           | Cava de' Tirreni (SA)      |        |                     |
| S.S. Pro San Giorgio    | San Giorgio a Cremano (NA) |        |                     |
| A.S.C. Saviano          | Saviano (NA)               |        |                     |
| A.C. Savoia             | Torre Annunziata (NA)      |        |                     |
| A.P. Scafatese          | Scafati (SA)               |        |                     |
| A.S.C. Vico Equense     | Vico Equense (NA)          |        |                     |

### Classifica finale
|  | Pos. | Squadra            | Pt | G  | V  | N  | P  | GF | GS | DR  |
|  | ---- | ------------------ | -- | -- | -- | -- | -- | -- | -- | --- |
|  | 1.   | Savoia             | 46 | 30 | 19 | 8  | 3  | 43 | 15 | +38 |
|  | 2.   | Scafatese          | 43 | 30 | 16 | 11 | 3  | 41 | 18 | +33 |
|  | 3.   | Angri              | 38 | 30 | 13 | 12 | 5  | 43 | 37 | +6  |
|  | 4.   | Leonida Gragnano   | 34 | 30 | 12 | 10 | 8  | 46 | 39 | +7  |
|  | 5.   | Saviano            | 33 | 30 | 12 | 9  | 9  | 40 | 33 | +7  |
|  | 6.   | Giac Boschese      | 32 | 30 | 10 | 12 | 8  | 37 | 34 | +3  |
|  | 7.   | Mobili D'Elia      | 31 | 30 | 12 | 7  | 11 | 43 | 43 | 0   |
|  | 8.   | Baiano             | 29 | 30 | 11 | 7  | 12 | 37 | 42 | -5  |
|  | 9.   | Agropoli           | 27 | 30 | 8  | 11 | 11 | 36 | 34 | +2  |
|  | 10.  | Gelbison           | 27 | 30 | 10 | 7  | 13 | 35 | 38 | -3  |
|  | 11.  | Ariano Valle Ufita | 27 | 30 | 7  | 13 | 10 | 33 | 37 | -4  |
|  | 12.  | Pro San Giorgio    | 26 | 30 | 8  | 10 | 12 | 36 | 38 | -2  |
|  | 13.  | Juve Agerolina     | 25 | 30 | 9  | 7  | 14 | 35 | 43 | -8  |
|  | 14.  | Cicciano           | 23 | 30 | 5  | 13 | 12 | 29 | 45 | -16 |
|  | 15.  | Felice Scandone    | 23 | 30 | 7  | 9  | 14 | 31 | 41 | -10 |
|  | 16.  | Vico Equense       | 16 | 30 | 5  | 6  | 19 | 24 | 52 | -28 |

## Titolo campione regionale
La finale che ha assegnato il titolo di Campione Campano si è disputata il 2 giugno 1975 allo stadio San Paolo di Napoli in gara unica.
| Arbitro: | Zeoli |

|                          |           |  |
| Esposito 81’ Bottaro 82’ | Marcatori |  |